# Why Husbands Go Mad
Why Husbands Go Mad est un film muet américain réalisé par Leo McCarey et sorti en 1924.

## Synopsis
Lorsque la femme de Charley lui achète un bulldog comme cadeau d'anniversaire, elle fait fabriquer une clé spéciale pour la pièce dans laquelle elle garde le chien. Les problèmes débutent au moment où il trouve la clé...

## Fiche technique
- Réalisation : Leo McCarey
- Production : Hal Roach
- Date de sortie :
  - États-Unis : 13 juillet 1924

## Distribution
- Charley Chase
- Beth Darlington
- James Finlayson